# Der Alchemist

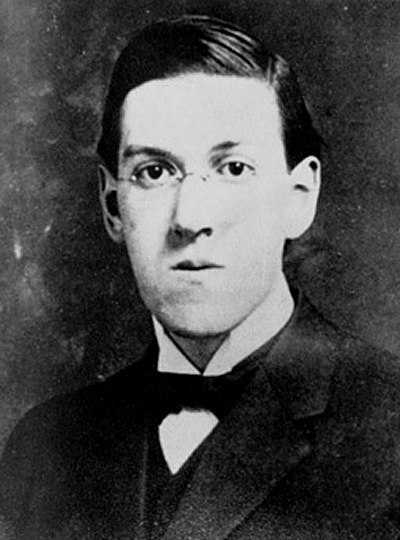
H. P. Lovecraft, Fotografie aus dem Jahre 1915

Der Alchemist (englisch The Alchemist) ist der Titel einer frühen phantastischen Horrorgeschichte des amerikanischen Schriftstellers H. P. Lovecraft, die 1908 geschrieben und im November 1916 im Amateurmagazin United Amateur gedruckt wurde. Erst 1959 erschien sie im Sammelband The Shuttered Room and Other Pieces des Verlags Arkham House und wurde dort 1986 in einer überarbeiteten Fassung (Dagon and Other Macabre Tales) erneut gedruckt.
Eine deutsche Übersetzung von Michael Walter erschien 1982 im 71. Band der Phantastischen Bibliothek des Suhrkamp Verlags.
Der Alchemist lässt Einflüsse Edgar Allan Poes, der romantischen Schauerliteratur sowie der englischen Essayistik des 18. Jahrhunderts erkennen und ist die erste erhaltene Kurzgeschichte Lovecrafts, in der er sich mit übernatürlichen Phänomenen befasst. Anders als im später entwickelten Cthulhu-Mythos spielen außerirdische Wesenheiten noch keine Rolle.
Sie schildert, wie der letzte Spross eines Adelsgeschlechts einen alten, auf seiner Familie lastenden Fluch ergründet.

## Inhalt
Die Geschichte wird aus der Perspektive des Grafen Antoine von C geschildert, der einsam, inmitten eines urzeitlichen Waldes, auf dem hochgelegenen Schloss seiner Ahnen wohnt. Die Jahrhunderte sind an der einst mächtigen Bastion nicht spurlos vorübergegangen. Mit den bröckelnden Mauern, verblichenen Gobelins und wurmzerfressenen Wandvertäfelungen erinnert wenig an die frühere Größe und Macht des Bollwerks während des Feudalismus. Von den vier Ecktürmen des Bauwerks ist nur noch ein einziger Turm bewohnbar, in dem der Graf vor 90 Jahren geboren wurde.
Antoines Mutter starb bei seiner Geburt, sein Vater mit 32 Jahren. Der alte Diener Pierre, unter dessen Obhut er steht, will ihn vom Gesindel der Umgebung fernhalten, da dort von einem Fluch gemunkelt wird, der auf dem Geschlecht derer von C laste.
Zu seinem 21. Geburtstag händigt Pierre ihm ein Familiendokument aus, das seit Generationen vom Vater auf den Sohn vererbt wurde. Die alten Papiere führen ihn zurück ins dreizehnte Jahrhundert, als das Bauwerk noch eine mächtige Festung war und bestätigen seine schlimmen Ahnungen.
In der Umgebung wohnte ein gefürchteter alter Mann, der den Beinamen „Mauvais“ erhielt, Alchemie betrieb, den Stein der Weisen und Elixiere suchte, die das ewige Leben versprachen. Er soll schwarze Magie praktiziert und seine Frau dem Teufel geopfert haben, indem er sie bei lebendigem Leibe verbrannte. Sein Sohn Charles war mit den schwarzen Künsten ebenso vertraut wie er und wurde deswegen „Le Sorcier“ genannt.
Eines Nachts geriet die Schlossgesellschaft in höchste Aufregung, da Godfrey, der junge Sohn des Grafen, nicht auffindbar war und in der Umgebung bereits mehrere kleine Kinder verschwunden waren, wofür man das Gespann der Magier verantwortlich machte. Unter Begleitung eines Suchtrupps drang der wütende Vater in die Behausung Mauvais’ ein und sah ihn neben einem brodelnden Kessel. Von blinder Wut getrieben, ohne jeden Beweis, tötete er den Alten, um etwas später zu erfahren, dass sein Sohn unversehrt in einer entlegenen Kammer des Schlosses gefunden worden war. Als die Gruppe das Haus verließ, trat der Sohn des Getöteten hervor, verfluchte den Grafen mit den Worten: „Möge kein Edler deines mörderischen Stammes ein höheres Alter als du erreichen!“, spritzte ihm eine Flüssigkeit aus einer Phiole ins Gesicht und flüchtete in die Wälder.
Der Count, eben zweiunddreißig Jahre alt geworden, starb wortlos und wurde am folgenden Tag begraben. 
Seit diesem Ereignis überlebt keiner der adligen Söhne seinen zweiunddreißigsten Geburtstag, und Antoine wird bewusst, dass ihm im Höchstfall elf Jahre verbleiben. Er vertieft sich in die Geheimnisse der schwarzen Magie und studiert die alten Folianten der Bibliothek, um so das Mysterium des Fluchs zu ergründen. Doch alles bleibt vergeblich, und irgendwann scheint er sich mit dem Schicksal zu versöhnen. Er streift durch die Gemäuer und dringt in immer abgelegenere Räume vor. 
Einige Tage vor dem fatalen Datum begibt er sich in die Tiefen des verlassenen Teils des Gebäudes und entdeckt einen Raum, der an ein Verlies gemahnt. Durch eine Falltür steigt er weiter hinab und findet sich in einem dunklen Gang wieder. Da öffnet sich knarrend eine Tür. Antoine erblickt eine dürre Gestalt, die in einen mittelalterlichen Umhang gehüllt ist und deren klauenartige Hände und tiefliegenden Augen entsetzlich sind. Mit polternder Stimme beginnt sie zu sprechen, beklagt das Unrecht, das der Ahnherr Antoines auf sich geladen habe und nutzt dabei ein Latein, das der Graf dem Mittelalter zuordnet. Sie erklärt, dass es Charles Le Sorcier selbst war, der die Nachkommen im Alter von zweiunddreißig Jahren tötete und frohlockt, dass auch Antoine bald sterben werde. Als das Wesen eine Phiole anhebt, löst sich Antoines Erstarrung, und geistesgegenwärtig wirft er ihr eine Fackel entgegen, woraufhin der Umhang Feuer fängt und der Graf selbst ohnmächtig wird. Nach dem Erwachen entdeckt er das Labor eines Alchemisten. Als er an den verkohlten Überresten des Wesens vorübergeht, öffnen sich dessen Augen, die dunkler sind als das verbrannte Gesicht selbst und blicken ihn hasserfüllt an. Es kreischt ihm zu, dass es die Geheimnisse der Alchemie gelöst und selbst den Fluch am Hause derer von C erfüllt habe. „Ich habe sechshundert Jahre lang gelebt, um meine Rache zu vollziehen, denn ich bin Charles Le Sorcier!“

## Entstehung und Hintergrund
Erst viele Jahre nach der Entstehung der Geschichte ließ Lovecraft sich von W. Paul Cook überzeugen, sie zu veröffentlichen. Cook, ein Amateurjournalist und Herausgeber, setzte sich für das Werk Lovecrafts ein und publizierte in seiner Amateurzeitschrift The Vagrant einige frühe Gedichte und Erzählungen, zu denen etwa Die Aussage des Randolph Carter gehört. 
Er hatte das Manuskript gelesen und hielt es für vielversprechend. Vor allem seinem Drängen ist es zu verdanken, dass Lovecraft 1917 seine schriftstellerische Tätigkeit wieder aufnahm.
Dass Lovecraft zu Prosaerzählungen zurückkehren würde, war nicht selbstverständlich, da er in den vorhergehenden Jahren überwiegend Artikel und Kritiken für Amateurzeitschriften verfasst hatte und äußerst selbstkritisch war. So schrieb er George W. Macauley von seinem Wunsch, Geschichten schreiben zu können, was ihm allerdings unmöglich scheine. Der Empfänger des Briefes gab später an, deutlich widersprochen zu haben. Zwar waren ihm zu diesem Zeitpunkt die Erzählungen Lovecrafts unbekannt; die gründliche Analyse eines eigenen Versuchs hatte ihn indes von den schriftstellerischen Fähigkeiten Lovecrafts überzeugt.
Als die Kurzgeschichte veröffentlicht wurde, war Lovecraft bereits zweieinhalb Jahre als Amateurjournalist tätig gewesen. Im Mai 1917 ließ er seinem eigenen Frühwerk eine selbstironische Kritik folgen: Die Zeitschrift habe eine schwere Bürde auf sich genommen, eine „trübe() und düstere() Kurzgeschichte aus unserer eigenen Feder“ zu veröffentlichen. Es handele sich um seinen „lange unveröffentlichten Einstand bei United und zugleich um die erste und einzige Erzählung“, die er jemals einer kritischen Öffentlichkeit präsentiert habe. Er müsse daher um Geduld für einen „bescheidenen und ehrgeizigen Neuling“ bitten.
Sunand T. Joshi hält das Ende der Geschichte zwar für vorhersehbar, glaubt hingegen, Fortschritte in Stil und Erzähltechnik gegenüber der früheren Geschichte Das Tier in der Höhle (The Beast in the Cave) vom Frühjahr 1904 zu erkennen, die Lovecraft selbst später als schwülstig bezeichnete.
Die Handlung der atmosphärisch überzeugenden Erzählung müsste sich eigentlich im 19. Jahrhundert abspielen, da Mauvais im 13. Jahrhundert getötet wurde und der Fluch 600 Jahre anhielt. Lovecraft gelinge es indes, ihr ein mittelalterliches Gepräge zu verleihen. Der letzte Abkömmling des alten, einst stolzen Adelsgeschlechts deutet selbst an, dass die moderne Wissenschaft ihn in seiner Isolation nicht beeinflussen und er arbeiten konnte, „wie im Mittelalter, tief versunken in dämonologische und alchemistische Lehren...“
Wie in Das Tier in der Höhle beleuchtet Lovecraft die Gefühle des Ich-Erzählers und stellt sie ins Zentrum der Betrachtungen, zeigt aber ein tieferes Interesse an dessen geistiger Verfassung, was den Einfluss Poes erkennen lässt.
Er schildert den Verfall des Anwesens und Verarmungsprozesse auf eine Weise, die an eine eigene Bemerkung über sein wichtigstes Vorbild erinnern, er fühle sich mit dessen „düsteren Helden, die aus dem Untergang geweihten Familien entstammen“ eigentümlich verwandt.

## Textausgaben (Auswahl)
- The Amateur, November 1918
- The Shuttered Room and Other Pieces des Verlags Arkham House, 1959
- Dagon and Other Macabre Tales, 1986
- In der Gruft und andere makabre Geschichten. Deutsch von Michael Walter, Band 71 der Phantastischen Bibliothek, Frankfurt 1982